# Liebe im Dreiklang
 (mai 2025).
Si vous disposez d'ouvrages ou d'articles de référence ou si vous connaissez des sites web de qualité traitant du thème abordé ici, merci de compléter l'article en donnant les références utiles à sa vérifiabilité et en les liant à la section « Notes et références ».
Personnages
- Comte Nepomuk von Westernhain, dit Mucki Nix (ténor)
- Comtesse Carola von Ebernstein (chanteuse)
- Kunibert, son oncle
- Rosamunde, femme de chambre (soubrette)
- Hildegunde, femme de chambre (soubrette)
- Knipperling, maître-tailleur
- Hannes, son fils (ténor-bouffon)
- Flock, maître-tailleur
- Le juge
- Le secrétaire de mairie

Liebe im Dreiklang (en français, Amour en un accord de trois notes) est un opéra de Walter Wilhelm Goetze sur un livret de Walter Wilhelm Goetze et Emil Malkowsky.

## Argument
Premier acte
Dans la boutique et l'atelier de Knipperling
L'action se déroule dans une ville d'Allemagne, quelque part en Franconie, peu après la fin de la guerre de Trente Ans. Le maître tailleur Knipperling vérifie avec son fils Hannes si la commande du nouveau costume de la maîtresse locale, la noble Miss Carola von Ebernstein, a été correctement exécutée. Hildegunde, la bonne de Mlle von Ebernstein, annonce l'arrivée imminente de sa maîtresse. Hildegunde et Hannes se disputent. Hildegunde a découvert que Hannes ne la courtisait pas seulement, mais aussi sa cousine, la femme de chambre Rosamunde. Cependant, Hannes réussit à réconcilier Hildegunde. Un jeune et bel homme inconnu apparaît sur la place de la ville et flatte immédiatement toutes les filles. Il s'appelle Mucki Nix. Peu de temps après, l'étranger entre dans l'atelier de Knipperling et demande un travail d'apprenti tailleur, bien qu'il n'ait ni papiers ni lettre de compagnon à montrer. Néanmoins, le maître tailleur Knipperling veut le prendre à l'essai. Mucki Nix se lie rapidement d'amitié avec Hannes. Mucki Nix rapporte qu'il a perdu toute sa fortune dans le jeu et qu'il est maintenant en fuite devant ses créanciers. Hannes lui raconte ses problèmes avec les deux femmes de chambre. Pendant que Hannes prépare un repas pour Mucki Nix affamé, les filles de la ville apparaissent et habillent Mucki Nix avec des vêtements élégants. Carola von Ebernstein entre dans la boutique pour essayer son costume. Elle tombe immédiatement amoureuse de Mucki, qui la complimente également. Elle demande à Mucki Nix de livrer personnellement le costume fini au Gut Ebernstein aujourd'hui. Rosamunde apparaît et se dispute avec Hannes. Cependant, Hannes peut aussi réconcilier Rosamunde en lui promettant de confectionner deux robes de soirée spécialement pour elle. Un greffier entre sur la place du marché et promulgue une nouvelle loi : Afin de remédier au surplus de femmes après la guerre perdue, tout homme sera être autorisé à épouser deux femmes. Hannes décide maintenant d'épouser Hildegunde et Rosamunde et de faire un ménage à trois.
Deuxième acte
Au Gut Ebernstein
Le mariage des trois mariés est célébré à Ebernstein. Carola et son oncle Kunibert accueillent ceux qui souhaitent se marier. Hannes est également là avec Rosamunde et Hildegunde. Mais son mariage n'est pas sous une bonne étoile ; il y a une querelle constante entre les trois époux. Kunibert a découvert depuis que l'étrange jeune homme ressemble de façon frappante au comte Nepomuk von Westernhain, qui lui doit de l'argent. Carola a également découvert l'identité de l'étranger entre-temps, mais veut lui rester fidèle. Les deux amants reconnaissent leur amour. Carola et Nepomuk annoncent leurs fiançailles. Cependant, il y a un scandale lorsque le maître tailleur d'Augsbourg Flock intervient et prétend que Mucki n'a pas payé trois costumes pour sa femme. Mucki admet maintenant qu'il est déjà marié et a tenté en vain de divorcer de sa femme infidèle. Mais ses assurances ne sont plus d'aucune utilité pour Mucki ; Carola se détourne de lui.
Troisième acte
Au Gut Ebernstein
Deux mois plus tard. En jouant aux échecs, Carola apprend du juge que le jugement de divorce de Mucki est désormais définitif. Mucki a entre-temps commencé à travailler avec le maître tailleur Knipperling pour régler ses dettes et satisfaire ses créanciers. Entre-temps, il est également devenu un expert de choix des vêtements pour femmes et un maître de son métier. Carola ordonne à Mucki de se rendre au château et demande à Mucki de lui livrer ses tissus de soie sélectionnés pour une robe de mariée. En attendant, Hannes est complètement déçu par l'évolution de son mariage à trois, d'autant plus que les deux femmes ont refusé de l'accepter. Hildegunde s'est également tournée vers un autre admirateur. Rosamunde et Hannes découvrent leurs sentiments pour une solidarité mutuelle. Mucki apporte les tissus à Carola et elle lui présente son jugement de divorce. Les deux amants se retrouvent désormais également. Kunibert pardonne les dettes de son neveu. La loi sur le mariage pour trois a maintenant également été abrogée, car tous les mariages de trois personnes se sont plaints.

## Œuvre
L'œuvre tardive de Goetze, Liebe im Dreiklang (première représentation en 1950), comme ses opérettes antérieures Adrienne (1926) et Schach dem König (1935), appartient au genre d'opérettes au sujet historique. Goetze cherche avec ses compositions un contrepoint aux opérettes des années 1920 s'inspirant du schlager et des revues. De plus grands ensembles musicaux (solos avec chœur, duos, trios, quatuors et quintettes, souvent aussi avec chœur) et un finale élaboré caractérisent ses opérettes, dont Liebe im Dreiklang. Contrairement aux opérettes antérieures de Goethe, l'opérette Liebe im Dreiklang n'a pas un succès durable sur scène et est vite oubliée. Le sujet frivole et suggestif de la polygamie conduit à des protestations de chrétiens et de veuves de la Seconde Guerre mondiale. L'échec est probablement aussi dû au fait qu'après la fin de la Seconde Guerre mondiale, de nombreuses femmes vivaient en réalité sans hommes et que le moment n'était pas encore venu pour une approche ironique du sujet.
En juin 1951, sous la direction musicale de Franz Marszalek, connaisseur des opérettes de Goetz, un enregistrement complet de l'opérette Liebe im Dreiklang est réalisé par la Westdeutscher Rundfunk à Cologne. Le ténor allemand Peter Anders reprend le rôle de Mucki Nix peu après que l'Autrichien Karl Friedrich initialement prévu doit annuler de manière inattendue pour cause de maladie. Irmgard Först et Paul Bürks sont pour les rôles principaux.

## Enregistrements
- 1951 : Westdeutscher Rundfunk – Chef d'orchestre : Franz Marszalek
 Distribution : Peter Anders (Mucki Nix), Ilse Hübener (Carola von Ebernstein), Ruth Zillger (Rosamunde), Edith Teichmann (Hildegunde), Willy Hofmann (Hannes Knipperling), Willy Schneider (Flock).
 WDR Rundfunkchor Köln, WDR Funkhausorchester
 Line Music Service 5.01301 (2 CD)

## Source de la traduction
- (de) Cet article est partiellement ou en totalité issu de l’article de Wikipédia en allemand intitulé « Liebe im Dreiklang » (voir la liste des auteurs).